# فيليبي سوريان
فيليبي سوريان (بالبرتغالية: Felipe Surian‏) هو لاعب كرة قدم برازيلي، ولد في 3 أكتوبر 1981 في جويز دي فورا في البرازيل.